# Помбо, Рафаэль
Хосе Рафаэль де Помбо и Реболледо (исп. José Rafael de Pombo y Rebolledo; 7 ноября 1833, Богота — 5 мая 1912, там же) — колумбийский поэт, баснописец, переводчик, журналист, дипломат. Крупнейший представитель романтической поэзии в Колумбии.

## Биография
Родился в аристократической семье. Получил инженерно-математическое образование в военной школе, служил в армии. Участник гражданской войны в Колумбии (1854) против попытки генерала Мело установить диктатуру. С 1855 по 1861 находился в качестве секретаря посольства в США.
После завершения дипломатической миссии был нанят D. Appleton & Company в Нью-Йорке, для перевода англосаксонской поэзии и детских песенок на испанский язык. Вернувшись в Колумбию, работал в качестве переводчика и журналиста. Был учредителем нескольких отечественных газет.
20 августа 1905 года Рафаэль Помбо был коронован как лучший поэт Колумбии (Poeta Nacional de Colombia). В 1912 избран в Колумбийскую Академию языка.
Похоронен на Центральном кладбище Боготы.

## Творчество
Литературной деятельностью начал заниматься в 1852 году. В юношеских стихах поэта ощущается влияние испанского поэта-романтика Х. Соррильи-и-Морали и Дж. Г. Байрона. Однако байронизм быстро был им преодолён, и вскоре поэт достиг творческой зрелости.
Писал гражданские и патриотические стихи. Период расцвета поэзии Р. Помбо пришёлся на время его работы дипломатом. Одним из источников вдохновения в Америке поэту служила природа, водопад Текендама, Ниагара, саванна («У Ниагары», «Молитва», «Долина», «Природа»). Стихи его в этот период наполнены мотивами отчаяния; в поэме «Смутный час» («La hora de tinieblas», 1855, опубл. 1857) звучит резкое отрицание Бога. В 1856 создал поэму «Флибустьеры» («Los filibusteros») — одно из первых произведений, обличающих политику США в Латинской Америке. Во время гражданской войны в США выражал симпатии противникам рабства негров и опубликовал поэму «Роберт Ли» («Roberto Lee», 1865).
С 1871 года печатал басни, ставшие популярными в народе. В эти же годы Р. Помбо выступил как замечательный лирик. Известность, а затем славу на родине и за её пределами ему принёс цикл лирических стихотворений, написанных от лица влюбленной женщины и опубликованных под именем "Эдда" (1853). После возвращения в Колумбию в стихах поэта звучат мотивы примирения и успокоения: поэмы «Эльвира Траси» («Elvira Tracy», 1863) и «Декабрьская ночь» («Noche de diciembre», 1874). Стихи его полностью опубликованы лишь посмертно в 4 томах (1916—1917).
Несмотря на разнообразные литературные произведения, Рафаэля Помбо, в основном, помнят за его вклад в детскую литературу. Среди его наиболее популярных детских сказок Michín, Juan Chunguero, Pastorcita, La Pobre Viejecita, Simón el Bobito, El Gato Bandido, El Renacuajo paseador.